# Halmesaari (ö i Södra Savolax, Nyslott, lat 61,96, long 29,36)
Halmesaari är en ö i Finland. Den ligger i sjön Puruvesi och i kommunen Nyslott i  landskapet Södra Savolax, i den sydöstra delen av landet, 300 km nordost om huvudstaden Helsingfors. Öns area är 3,4 hektar och dess största längd är 270 meter i sydöst-nordvästlig riktning.